# Pink Friday Promo Tour
El Pink Friday Promo Tour fue una pequeña gira de conciertos de la cantante y compositora trinitense Nicki Minaj. Esta anunció por medio de Twitter las fechas de la gira. La gira se dio con motivo de promocionar su álbum debut un mes antes de su lanzamiento.

## Setlist
1. Itty Bitty Piggy
2. Roger That
3. My Chick Bad
4. All I Do Is Win
5. Up All Night
6. Letting Go (Dutty Love)
7. Hold Yuh
8. Hello Good Morning
9. Bedrock
10. Lil Freak
11. Bottoms Up
12. Check It Out
13. Your Love
14. Right Thru Me
15. Monster

## Fechas
| Fecha                 | Ciudad           | País              | Recinto                 |
| --------------------- | ---------------- | ----------------- | ----------------------- |
| Norte América         |                  |                   |                         |
| 22 de octubre de 2010 | Filadelfia       | Estados Unidos    | Wells Fargo Center      |
| 23 de octubre de 2010 | Washington D. C. | Estados Unidos    | Star Night Club         |
| 24 de octubre de 2010 | Waterbury        | Estados Unidos    | Sin City                |
| 25 de octubre de 2010 | Boston           | Estados Unidos    | TD Garden               |
| 30 de octubre de 2010 | Puerto España    | Trinidad y Tobago | Hasely Crawford Stadium |